# Baion (música)

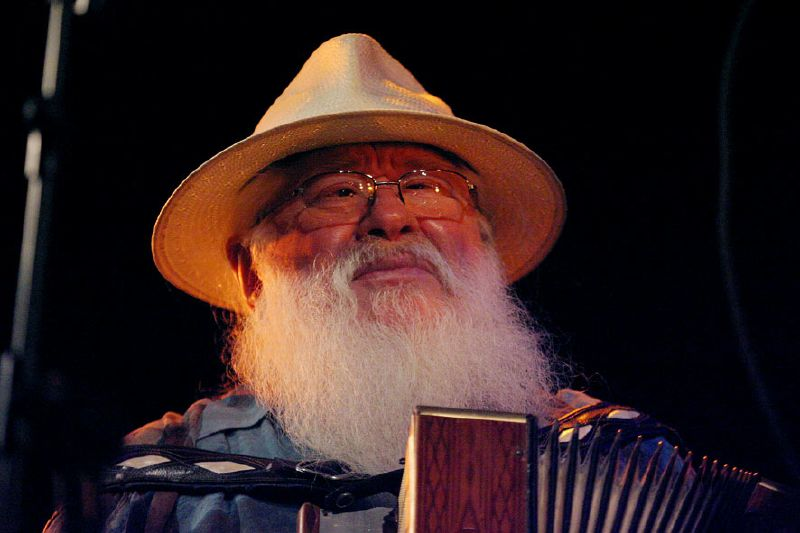
El virtuós músic Hermeto Pascoal

El baion o baião és un gènere de música i dansa popular de la regió nord-est del Brasil, derivat d'una mena de lundu, anomenat «baiano». El baião usa molt aquests instruments: viola caipira, triangle, flauta dolça i acordió (també anomenat sanfona). El rabec és assenyalat com l'instrument característic del baião, atès que el so s'assembla al de l'acordió, que al seu torn era el més s'identificava quan el ritme es va començar a conèixer tant a nivell nacional i internacional. Els temes principals del baião fan referència a la vida quotidiana dels habitants de Sertão i les dificultats de les seves vides, com en la cançó Asa Branca, que parla del sofriment que tenen a causa de la sequera del nord-est.
Va ser en la segona meitat de la dècada de 1940 quan el baion es va fer popular, gràcies als músics Luiz Gonzaga (conegut com el «rei del baião») i Humberto Teixeira («el doctor del baião»), aplanant el camí per a altres artistes que es tornarien coneguts com Sivuca i Carmélia Alves.
Aquest gènere influeix encara en l'obra de molts artistes contemporanis, havent renovat l'interès en la dècada de 1970 amb l'arribada de tropicalisme i com una marcada influència en l'obra dels músics del nord-est des de llavors.

## Història

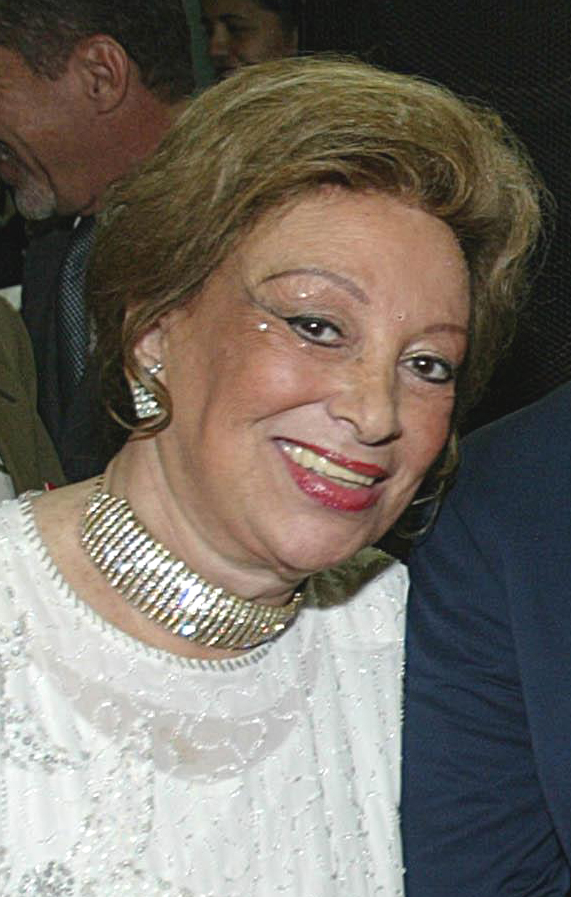
La cantant brasilera Carmélia Alves

Segons Câmara Cascudo, el baion va ser un gènere de dansa popular bastant comuna durant el segle xix.
L'any 1928 Rodrigues de Carvalho va notar que "... baião, que és el [ritme] més comú entre els pocavergonyes, i assumeix diferents modalitats".
Câmara Cascudo observa aquesta popularització al Brasil a partir de 1946, amb Luiz Gonzaga, en una forma musical amb "influència local inconscient de la samba i les congas cubanes", convertint-se en un ritme amb èxit que es guanyaria un espai, que llavors dominava el bolero.
L'origen de la música era amb acordions, que amb la popularització van començar a sumar orquestració.
El conjunt d'instrumentació bàsica del baião, segons Luiz Gonzaga seria d'origen portuguès, més concretament, de la chula.
"Llavors vaig comprovar que aquest conjunt era d'origen portuguès, perquè la vella chula portuguesa té aquestes coses, el ferrinho (triangle), el bombo (la zabumba) i el violí (l'acordió)... és folklore que va arribar al Brasil i va funcionar. Ara, el que vaig crear va ser la divisió del triangle, com es toca en el baião". Això no es va saber. (Deryfus, 1996, p.152 apud Ramalho, 2000, p.62).
El primer èxit va arribar amb la cançó homònima - Baião - de Luiz Gonzaga i Humberto Teixeira, la lletra de la qual diu: "Te mostraré / Cómo bailar baião / Y quien quiera aprender / Por favor, preste atención" "(…) el Baião tiene algo / que otros bailes no tienen".
Gonzaga prest va començar a dominar el gust popular amb altres èxits en l'estil de baião, al punt que els diaris de l'època van registrar que el ritme s'havia convertit en la "tos ferina nacional de 1949" (segons la revista Radar) i la seva influència va ser decisiva "en la predilecció". del poble (Diário Carioca). Des de la dècada de 1950, el gènere ha estat gravat per diversos altres artistes, entre ells Marlene, Emilinha Borba, Ivon Curi, Carolina Cardoso de Menezes, Carmen Miranda, Isaura García, Ademilde Fonseca, Dircinha Batista, Jamelão, entre d'altres. . Si Gonzaga era el "Rei de Baião", Carmélia Alves era considerada la "Reina", Claudete Soares la "princesa" i Luiz Vieira el "príncep". Després d'un període de relatiu oblit, durant els anys seixanta i següents, a la fi dels setanta, ressorgeix amb Dominguinhos, Zito Borborema, João do Val, Quintet Violat, Jorge de Altinho, entre d'altres.
El ritme també va influir en el tropicalismo de Gilberto Gil i el rock'n roll d'un altre bahiano, Raúl Seixas. Aquest últim va fusionar els dos ritmes, creant el que va anomenar "Baioque".

## Principals intèrprets debaião
- Luiz Gonzaga - O Rei do Baião
- Hermeto Pascoal
- Jackson do Pandeiro
- Humberto Teixeira - el "Doutor do Baião"
- Carmélia Alves - la "Rainha do Baião"
- Dominguinhos
- Claudete Soares, qui a l'inici de la seva carrera es va dir "Princesa do Baião"
- Sérgio Reis